# Geordi La Forge
Geordi La Forge es un personaje ficticio en la serie de televisión Star Trek: La nueva generación. Al principio era el timonel del USS Enterprise D en la primera temporada. En la segunda temporada fue ascendido a teniente con el cargo de jefe de ingeniería del Enterprise. Finalmente, a partir de la tercera temporada y hasta el final, incluyendo las películas sobre la serie, ostentó el grado de teniente comandante. El personaje es interpretado por el actor LeVar Burton.
Ingeniero principal a bordo del Enterprise D y luego del Enterprise-E.
Nació el 16 de febrero de 2335 en Mogadiscio, Somalia, Confederación de África, en la Tierra, ciego por un defecto de nacimiento. La Forge usa un dispositivo notable llamado VISOR que le permite ver con una claridad mayor que los otros humanos que le rodean.
Proviene de una familia de oficiales de la flota. Su madre Silvia La Forge, era capitana de la USS Hera al tiempo de su muerte en 2370 y su padre Edward La Forge era un gran exobiólogo. Geordi vivió una gran niñez llena de aventuras.
No recibe las bondades del Visor hasta la edad de cinco años. Geordi fue víctima de un incendio por esta edad y fue rescatado por sus padres. Por este motivo no podía despegarse de ellos, sufriendo cuando esto sucedía.
Tenía una mascota, un gato Circassian cuando tenía ocho años. Posiblemente por estar viajando con sus padres, tenía gran habilidad para aprender distintos y desconocidos idiomas, haciéndolo todo un políglota.
Se graduó de la academia en 2357. Uno de sus primeras asignaciones fue de piloto de una pequeña nave en la ruta entre Júpiter y Saturno.
Más tarde sirve como Alférez en el USS Victory bajo el comando del capitán Zimbata. En esta nave conoce y traba amistad con la teniente Susana Leijten. En 2362 participaron en una misión al planeta Tarchannen III, donde fue infectado con un ADN alienígena. Cuando regresa se transforma en un habitante de este planeta, de un aspecto más bien raro y casi invisible y es salvado por la intervención de su antigua compañera Susana y la doctora Crusher.
Es transferido a la sala de máquinas en 2364 y es promovido a jefe de ingenieros en el año siguiente con el título de Teniente.
A pesar de ser un gran ingeniero tiene dificultades para entablar relaciones con el sexo opuesto. Por esto, se enamora de un personaje de una recreación de la holocubierta, la doctora Leah Brahms, a quien usaba para reparar un defecto de los motores ya que esta fue una de las constructoras del Enterprise. Esta, al enterarse, monta en cólera porque pensaba que eso era una invasión a su privacidad, no permitiendo que esto volviera a suceder. La doctora estaba realmente casada, lo que provocó que Geordi siguiera con su timidez. A pesar de esto en una realidad del Anti-tiempo futuro creada por Q, Geordi se casa con la doctora y tiene tres hijos, Alandra, Brett y Sydney.
Es nombrado teniente Comandante alrededor de 2366.
Por su increíble visor es candidato a usar una interfaz experimental. La usan en 2370 para rescatar al USS Raman. Durante este rescate parece que ve a su madre ya muerta en la nave y está convencido de que ella está atrapada en algún vacío interdimensional.
LaForge más tarde realiza la experiencia de tratar de rescatar a su madre, pero no logra hacerlo y le dice adiós para siempre, cosa que no había podido hacer anteriormente.
Después de la destrucción del Enterprise D, acepta el puesto de Ingeniero en jefe en la Enterprise-E, cuando esta fue lanzada en 2372, fecha estelar 50893, antes del ataque de los Borg.
Se coloca unos implantes oculares que reemplazan al incómodo visor. Lo vimos en Star Trek IX: Insurrection, donde tenía la maravillosa oportunidad, gracias a las bondades del planeta y a la zarza, de recuperar la visión, pero más tarde decide rechazar esta bendición por ayudar a su amigo Data, con quien siempre ha tenido una gran amistad, ayudándolo a tratar de ser más humano.
En Star Trek X: Nemesis ayuda a reconstruir a B4.
En la tercera temporada de Star Trek: Picard tiene asignado la dirección del Museo de la Flota Estelar bajo el rango de Comodoro.

## Curiosidades
El nombre de Geordi La Forge proviene de un fan de Star Trek: La serie original, llamado George La Forge, que murió a causa de distrofia muscular en 1975, por lo que Roddenberry hizo esto a manera de homenaje.
Un dato interesante en el último capítulo (doble) de la serie: Todas las cosas buenas, aparece un La Forge del futuro con implantes en los ojos, como lentes de contacto, que le permiten sustituir el antiguo visor. En la película Star Trek VII: la próxima generación, situada históricamente antes de este evento, vuelve a aparecer con la visera.

## Otras apariciones
Geordi La Forge vuelve a aparecer en el capítulo 6, temporada 5 "A temporal", de Star Trek Voyager, como capitán de una nave tipo Galaxia, en el cual intentan detener a Harry Kim y Chacotay en un intento de cambiar la línea de tiempo.

## Recepción
Los críticos y los fans han respondido favorablemente al personaje. El propio Burton se ha quejado en los featurettes del DVD sobre la falta de interés romántico para su personaje. Sin embargo, al menos un académico afirma que de los siete personajes negros principales de la serie Star Trek, solo La Forge y Tuvok "realmente califican como nerds, y ninguno de ellos se compara con la extraordinaria frikada del adolescente Wesley Crusher". Según el Dr. Ron Eglash, la construcción del personaje de La Forge está a la altura de los estándares del afrofuturismo. 
En el libro de David Greven, Gender and Sexuality in Star Trek (2009), se describe el uso del VISOR como un medio para ocultar el rostro del personaje, describiéndolo como un "símbolo sorprendentemente torpe de ceguera". Sin embargo, consideró que los ojos biónicos utilizados en la serie cinematográfica eran una mejora, pero seguían un patrón de modificaciones oculares afroamericanas en películas de fantasía y ciencia ficción, como Halle Berry como Storm en X-Men (2000). Greven sugirió que estos cambios eran para crear la impresión de que el portador era de naturaleza extraterrestre y para resaltar la diferencia entre ese personaje/actor y los demás en la película. 
En 2018, TheWrap clasificó a Geordi como el undécimo mejor personaje del elenco principal de los programas de Star Trek , destacando su capacidad para encontrar soluciones técnicas con poca antelación y su amistad con Data.  En 2016, el personaje de Geordi fue clasificado como el 21.º personaje más importante de la Flota Estelar dentro del universo de ciencia ficción de Star Trek por la revista Wired.  En 2016, The Hollywood Reporter clasificó a "Relics" como el 62.º más grande de la franquicia de Star Trek hasta ese momento, y señaló que LeVar Burton tiene muchas escenas geniales con el veterano del elenco original James Doohan repitiendo su famoso personaje Scotty. 
En 2017, IndieWire calificó a Geordi como el octavo mejor personaje de Star Trek: La nueva generación.  CBR clasificó a La Forge como el decimotercer mejor personaje de la Flota Estelar de Star Trek, en 2018. 
En 2017, Screen Rant clasificó a La Forge como la novena persona más atractiva del universo de Star Trek.  En 2018, The Wrap colocó a La Forge en el puesto 11 de 39 en una clasificación de personajes principales del elenco de la franquicia Star Trek antes de Star Trek: Discovery.